# Calamitaceae
Calamitaceae è una famiglia estinta di piante vascolari allo stato fossile, appartenenti all'ordine Equisetales.
Il ritrovamento di resti fossili di queste piante indicano che erano diffuse già alla fine dal Devoniano (395 – 345 milioni di anni fa). Dal punto di vista filogenetico sono piante più primitive delle Angiosperme, infatti sono senza organi sessuali distinti, si propagano e si riproducono per mezzo di spore.
L'inizio dello sviluppo dei generi di questa famiglia può essere situato tra la fine del Devoniano (345 milioni di anni fa) e il Carbonifero inferiore (325 milioni di anni fa).

## Sistematica
La classificazione di questa famiglia è ancora oggi tema di discussione nel mondo botanico; solo ultimamente è stata posta tra le "Pteridofite" (la divisione delle felci) per delle affinità a livello molecolare.
La classificazione proposta nella tabella a destra è quella derivata da una recente ricerca del 2006 (Smith et al.).

### Generi
La divisione in generi di questa famiglia è resa difficile in quanto i resti fossili sono frammentari (difficilmente si è riusciti a ricostruire una pianta completa); normalmente si trovano parte dei fusti o delle radici, alcune spore o raramente sporofilli completi. Non tutti gli Autori concordano con le varie classificazioni, per cui la separazione delle specie e dei generi è da considerare provvisoria (alcuni generi, in altre classificazioni, possono trovare sistemazione in famiglie diverse). L'elenco che segue è una possibile suddivisione (in generi e specie) della famiglia di questa scheda:
- Annularia
  - A. stellata
- Asterophyllites
- Asterophyllum (sinonimo di Asterophyllites)
- Astromyelon
- Arthropitys
- Calamites
  - C. carinatus
  - C. suckowi
  - C. undulatus
- Calamitina
- Calamocarpon
- Calamodendron
- Calamostachys
  - C. binneyana
  - C. casheana
- Calamophloios
- Calamophyllites
- Cingularia
- Dictyocalamites
- Macrostachya
- Mazostachys
- Mesocalamites
- Neocalamites
- Paleostachya
- Paracalamites
- Pinnularia
- Sphenophyllum
- Volkmania

## Etimologia
Il nome della famiglia ("Calamitaceae") deriva, come in molti altri casi, dal suo primo genere più studiato: Calamites.

## Descrizione
In base ai ritrovamenti fossili si tratta di giganteschi vegetali con enormi tronchi di oltre 30 metri di altezza e con diametro dei fusti di quasi 1 metro (grazie alla massiccia formazione del legno secondario - xilema). Il portamento di queste piante era vario: in alcune specie i rami inferiori si staccavano man mano che il fusto cresceva in altezza, alla fine si presentavano come delle palme con un verticillo di rami all'apice della pianta e con il resto del fusto nudo; in altre specie i vari rami persistevano e s'ingrossavano quasi come il fusto, quindi la pianta adulta si presentava con un complesso e intricatissimo groviglio di rami e foglie.

### Radici
Le radici erano del tipo secondario da rizoma di tipo “actinostelico” (avente un solo fascio raggiato), semplice struttura che si manterrà in seguito più o meno invariata fino alle piante attuali. È da notare inoltre che in queste radici erano già presenti dei meristemi secondari con un cambio con produzione di “libro“ (floema) all'esterno e "legno" (xilema) all'interno del cambio.

### Fusto
- Parte ipogea: la parte ipogea consisteva in grossi e serpeggianti rizomi sotterranei.
- Parte epigea: la parte aerea consisteva in una alternanza di nodi e relativi internodi. Dai nodi inferiori fuoriuscivano delle radici avventizie, mentre dai nodi più alti crescevano i rami disposti a verticillo. Anche questi erano provvisti di nodi e relativi internodi dai quali si formavano altri rami di secondo ordine disposti a verticillo e così via.

La struttura anatomica del fusto era piuttosto complessa: all'altezza dei nodi era di tipo “sinfostelica” (con al centro una grande cavità vuota), mentre nell'internodio la struttura era più di tipo “eustelico” (un anello di fasci cribro-vascolari conduttrici di sostanze liquide).

### Foglie
Le foglie erano situate in corrispondenza dei nodi (sia nel fusto che nei vari rami laterali) e formavano un verticillo tutto intorno al nodo stesso. In alcune specie erano libere, intere di tipo lanceolato, mentre in altre specie erano concresciute a formare un collare tutto intorno al fusto. In tutti i casi avevano un'unica nervatura centrale.

### Apparato riproduttivo

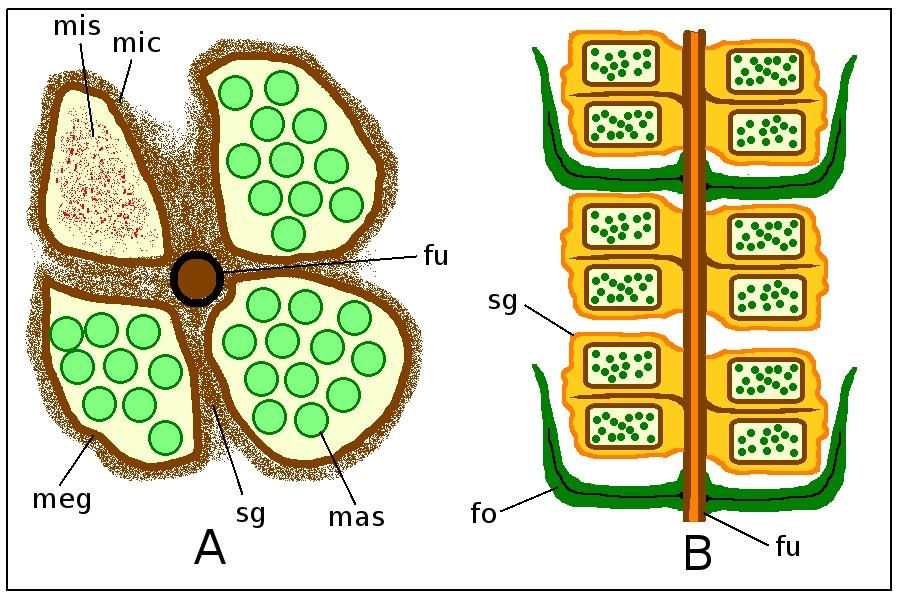
A: Calamostachys casheana, sezione tangenziale dello sporangioforo con 3 megasporangi e 1 microsporangio; B: Calamostachys binneyana, sezione longitudinale di sporangi con foglie sterili (fu=fusto, sg=sporangioforo, meg=megasporangio, mic=microsporangio, mas=macrospora, mis=microspora, fo=foglia sterile)

La riproduzione era assicurata da strobili ricoperti quasi completamente dai sporofilli formati da diversi sporangi: sono i contenitori delle spore, organo riproduttivo di queste piante. Gli sporofilli (foglie fertili) spesso erano alternati a foglie sterili. Le spore potevano presentarsi di due tipi: microspore (che alla fine formeranno dei gameti di sesso maschile) e macrospore (che alla fine formeranno dei gameti di sesso femminile), questo anche in uno stesso individuo (specie isospore e specie eterospore). Le spore di questa famiglia sono prive di “apteri” (appendici filamentose che hanno la funzione di far muovere la spora, essendo dotate di movimenti igroscopici, utili nel processo di disseminazione).

## Distribuzione e habitat
La massima diffusione e sviluppo delle piante di questa famiglia è stata nell'era Paleozoica (periodo Carbonifero) per poi estinguersi velocemente. A quei tempi la diffusione era globale e queste piante colossali costituivano ovunque immense foreste palustri in climi caldo-umidi sub-tropicali e tropicali.

## Usi
L'importanza della famiglia è data soprattutto dalla possibilità di sfruttare le specie fossili sotto forma di depositi di carbone fossile.

## Galleria d'immagini

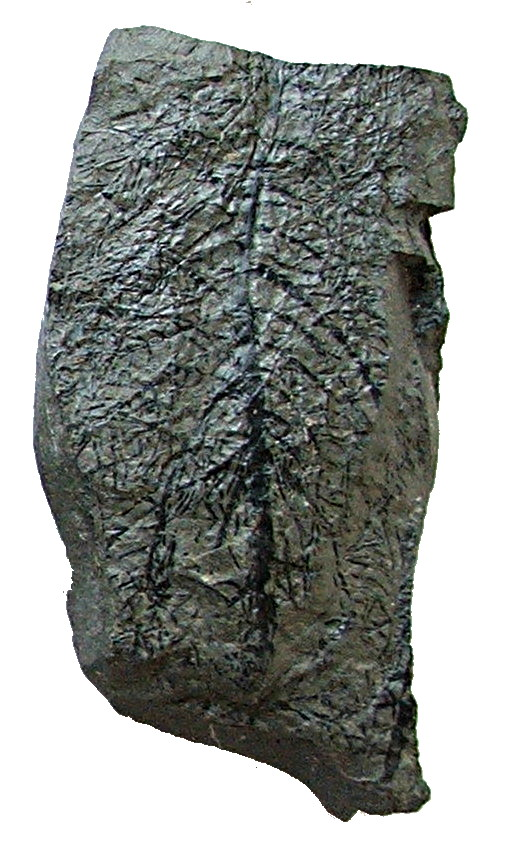
Rizoma di Calamites
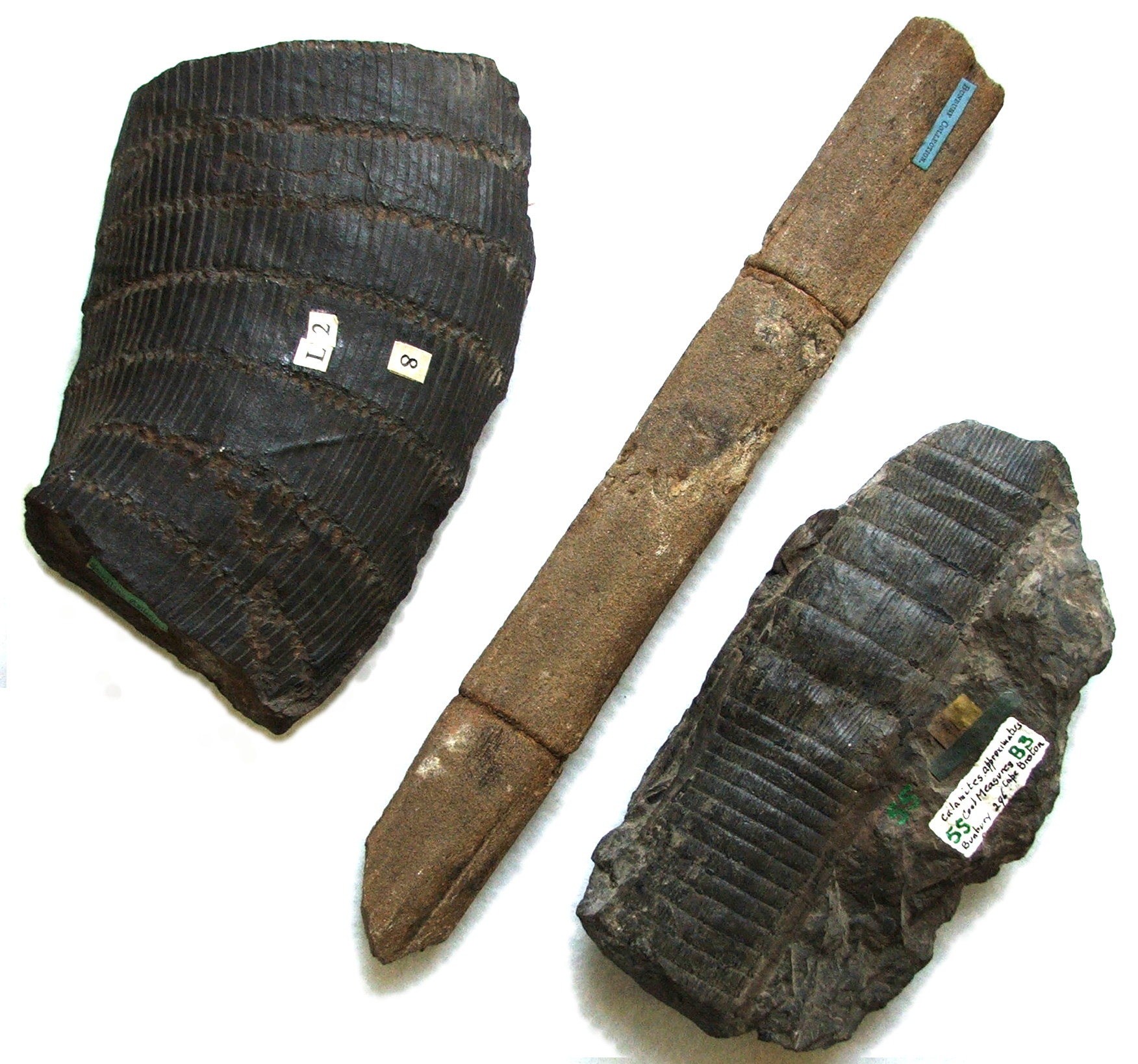
Fusto di Calamites
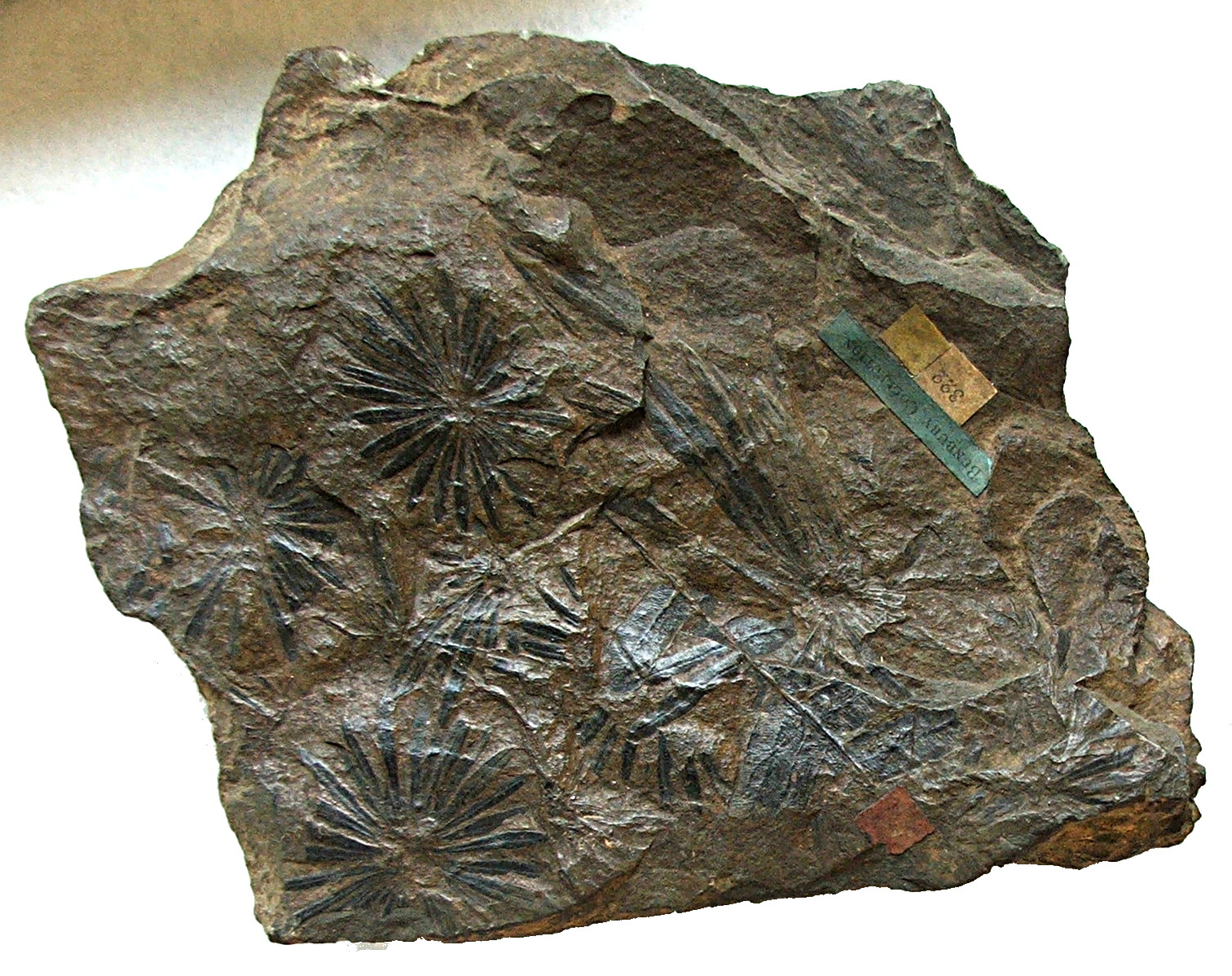
Foglie di Calamites
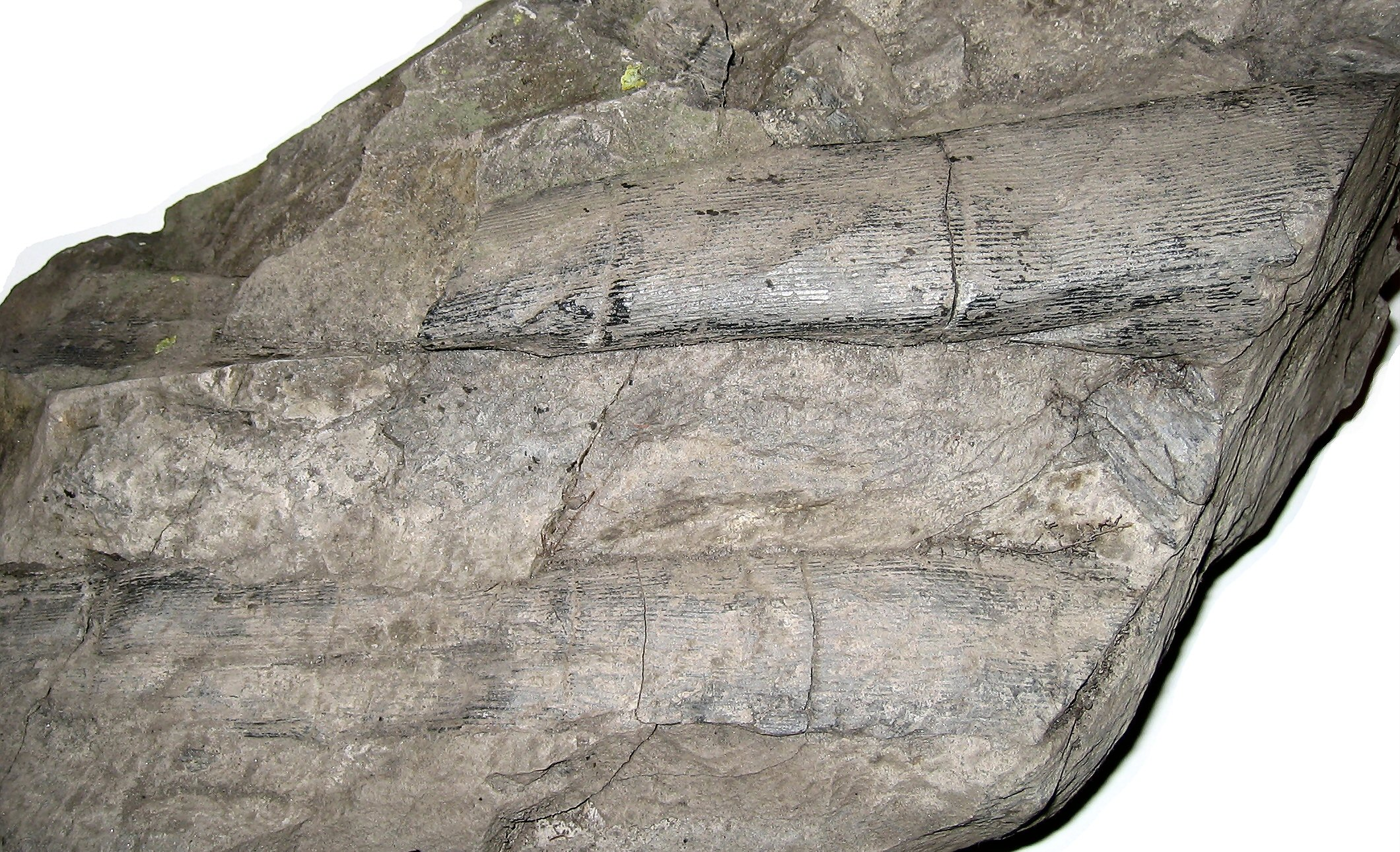
Calamites